# Дачице
Дачице (чеш. Dačice, нем. Datschitz) — город и муниципалитет с расширенными полномочиями в районе Йиндржихув-Градец Южночешского края Чехии. Находится на юге Чехии, почти на самой границе с Австрией.
В городе сейчас проживает менее 8 тысяч человек.

## История
Первое письменное упоминание о Дачице относится к 1183 году, когда сюда для освящения местного костëла съехались моравский маркграф Конрад II и зноемский князь.
Источник: Чешское управление статистики

## Достопримечательности
- Моравский город Дачице вошëл в историю как город, давший миру кусковой сахар.
- Здесь теперь стоит памятник — блестящий белоснежный куб на пьедестале из серого гранита. Изобретатель — швейцарец Яков Кристоф Рад был управляющим сахарного завода в Дачице[5]. Производство сахара в Дачице прекратилось в 1852 году. На месте, где находился сахарный завод, сейчас установлен памятник.
- Старый замок — ренессансный замок (1572—1579).
- Новый замок (около 1591 году) — национальный памятник культуры Чехии. В одном крыле замка сейчас размещается городской музей и галерея. Один из немногочисленных примеров стиля ампир в Чехии. Интересен интерьер замка, который считается одним из лучших творений в средней Европе, выполненных в стиле ампир. В замке Дачице сохранилась большая коллекция старинных часов.
- Городской муниципалитет.
- Костëл св. Лавра (1775—1785).
- Старинная башня (1586—1592) высотой 51 м.
- Францисканский монастырь (1660—1664) (с 1998 года ордена босых кармелитов).
- Костëл Святого Антония Падуанского (Дачице) (1672—1677).
- Ратуша

## Население
| Год  | Численность | Численность |
| ---- | ----------- | ----------- |
| 1869 | 4656        | [ 6 ]       |
| 1880 | 4866        | [ 6 ]       |
| 1890 | 5002        | [ 6 ]       |
| 1900 | 5253        | [ 6 ]       |
| 1910 | 5232        | [ 6 ]       |
| 1921 | 5086        | [ 6 ]       |
| 1930 | 4743        | [ 6 ]       |
| 1950 | 5015        | [ 6 ]       |
| 1961 | 5080        | [ 6 ]       |
| 1970 | 6149        | [ 6 ]       |
| 1980 | 7394        | [ 6 ]       |
| 1991 | 7970        | [ 6 ]       |
| 2001 | 7937        | [ 6 ]       |
| 2011 | 7492        | [ 6 ]       |
| 2014 | 7611        | [ 7 ]       |
| 2016 | 7472        | [ 8 ]       |
| 2017 | 7395        | [ 9 ]       |
| 2018 | 7351        | [ 10 ]      |
| 2019 | 7325        | [ 11 ]      |
| 2020 | 7288        | [ 12 ]      |
| 2021 | 7192        | [ 13 ]      |
| 2022 | 7142        | [ 14 ]      |
| 2023 | 7177        | [ 15 ]      |
| 2024 | 7228        | [ 3 ]       |

## Фотогалерея

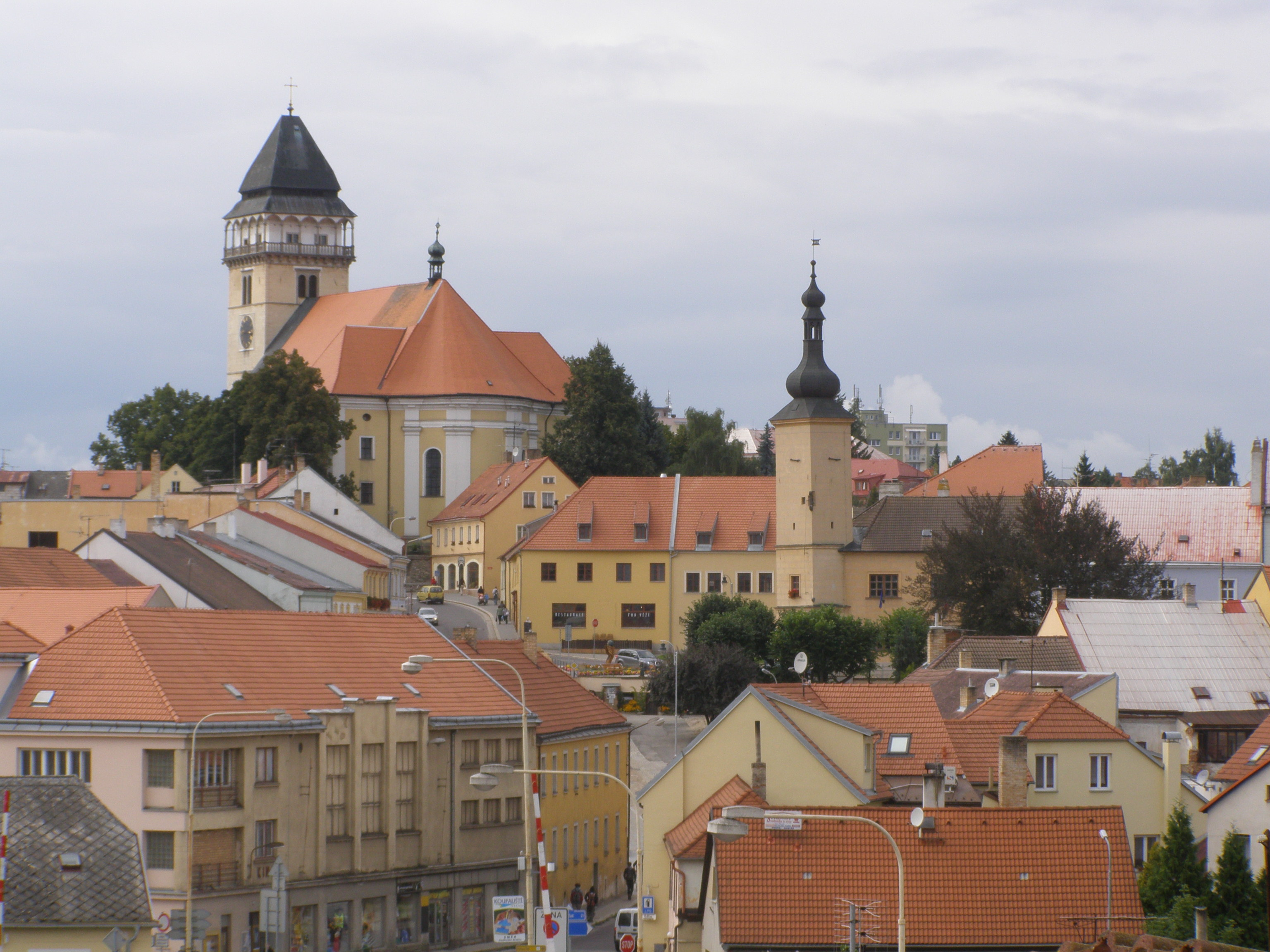
Центр города Дачице
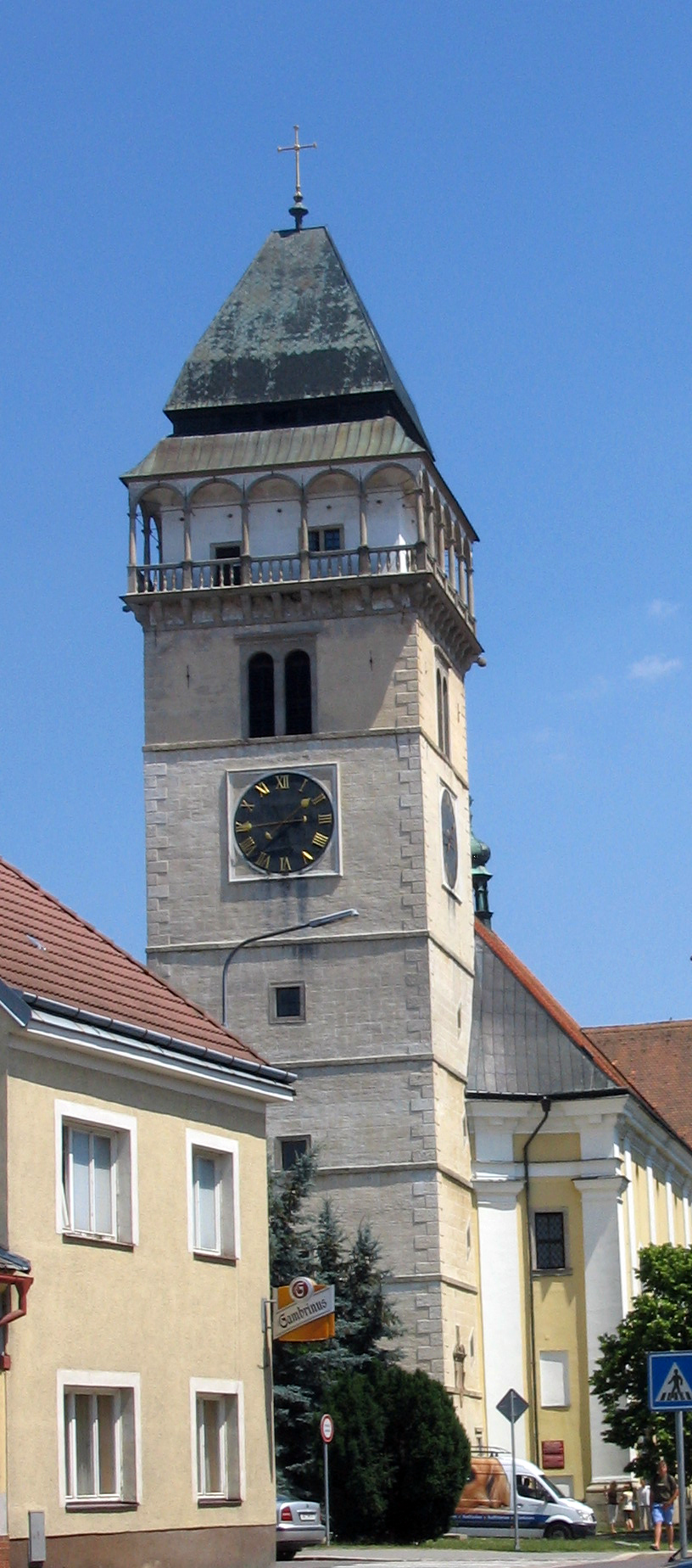
Городская ратуша
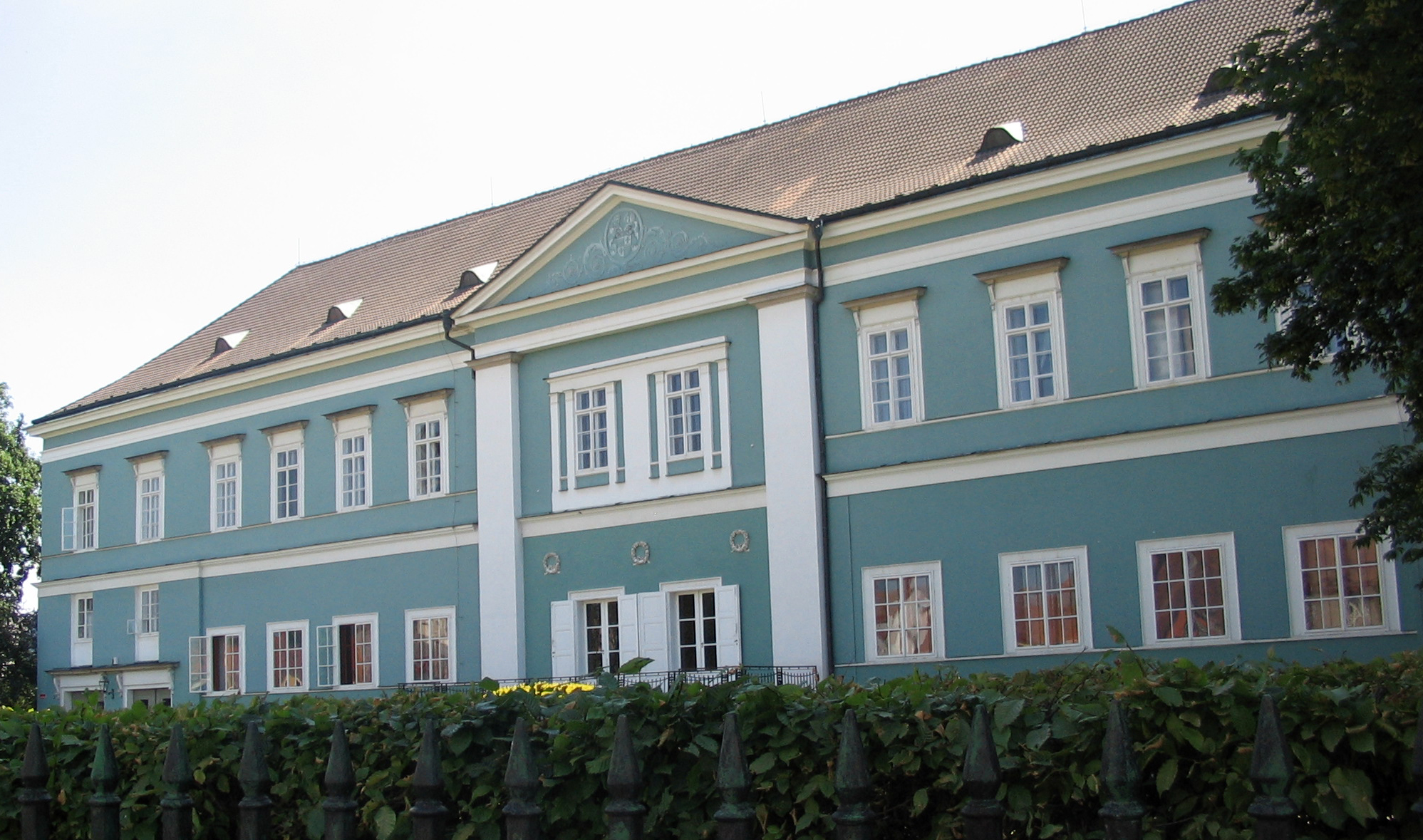
Новый замок Дачице
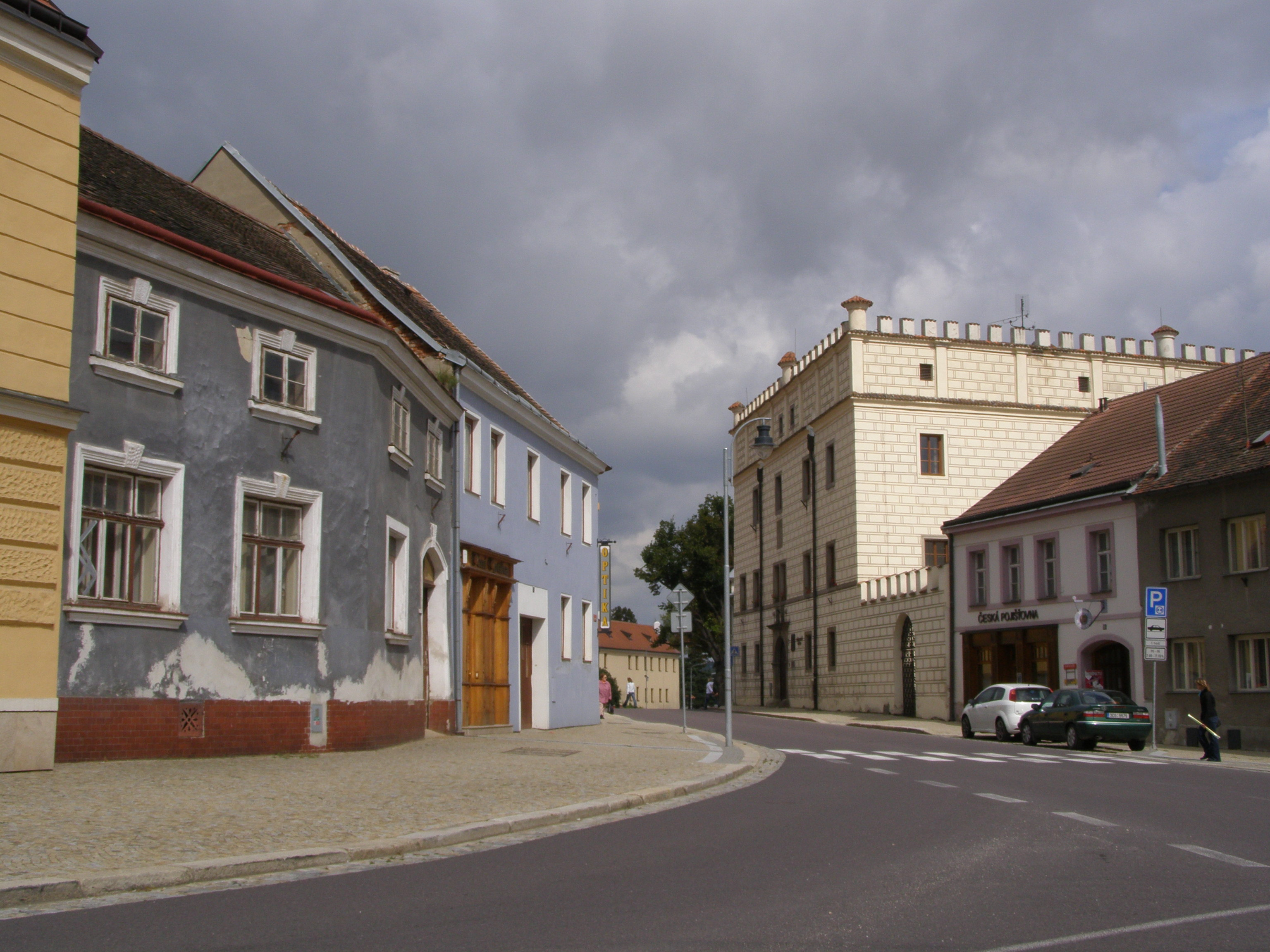
Старый замок Дачице
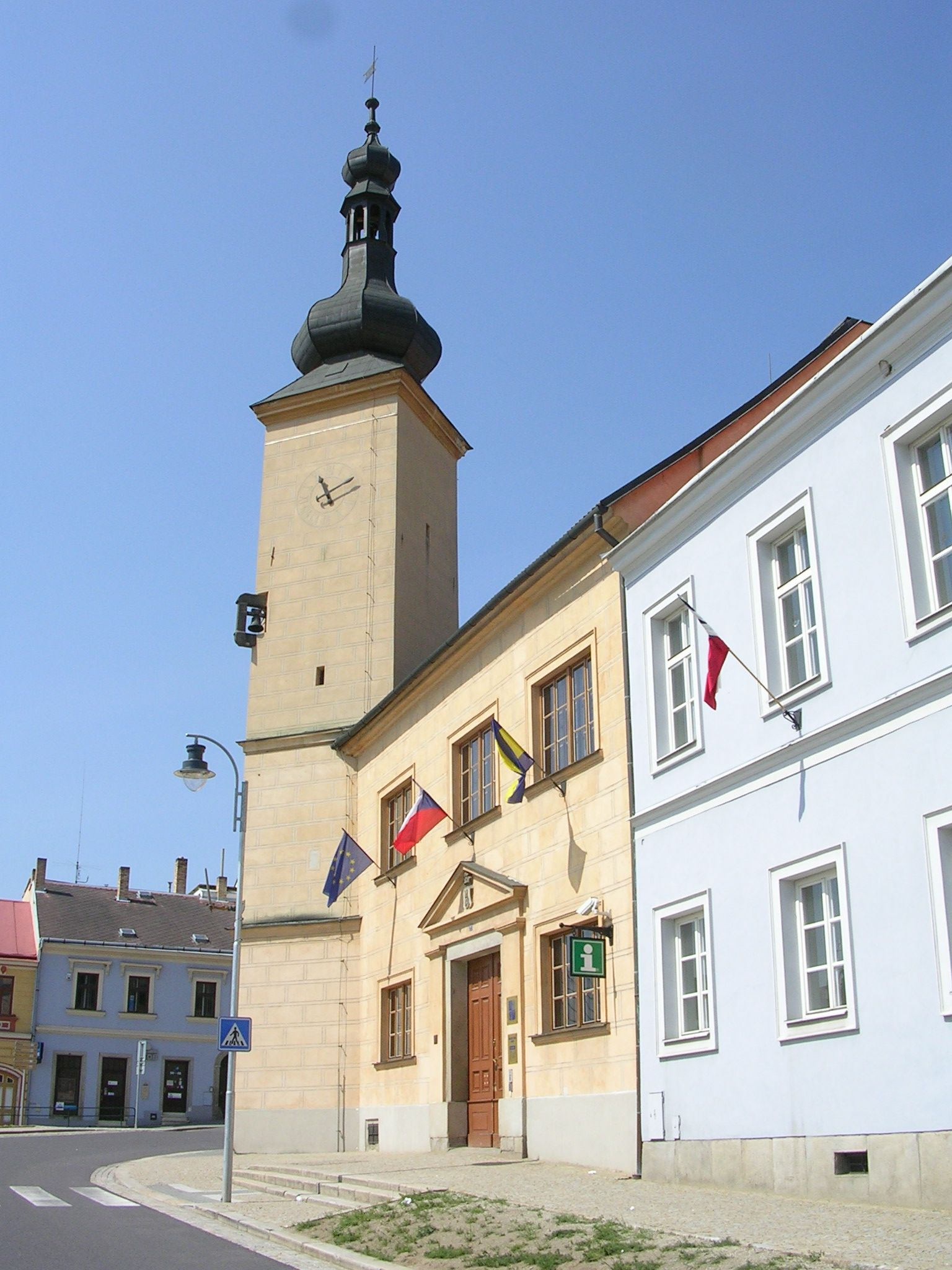
Старый магистрат
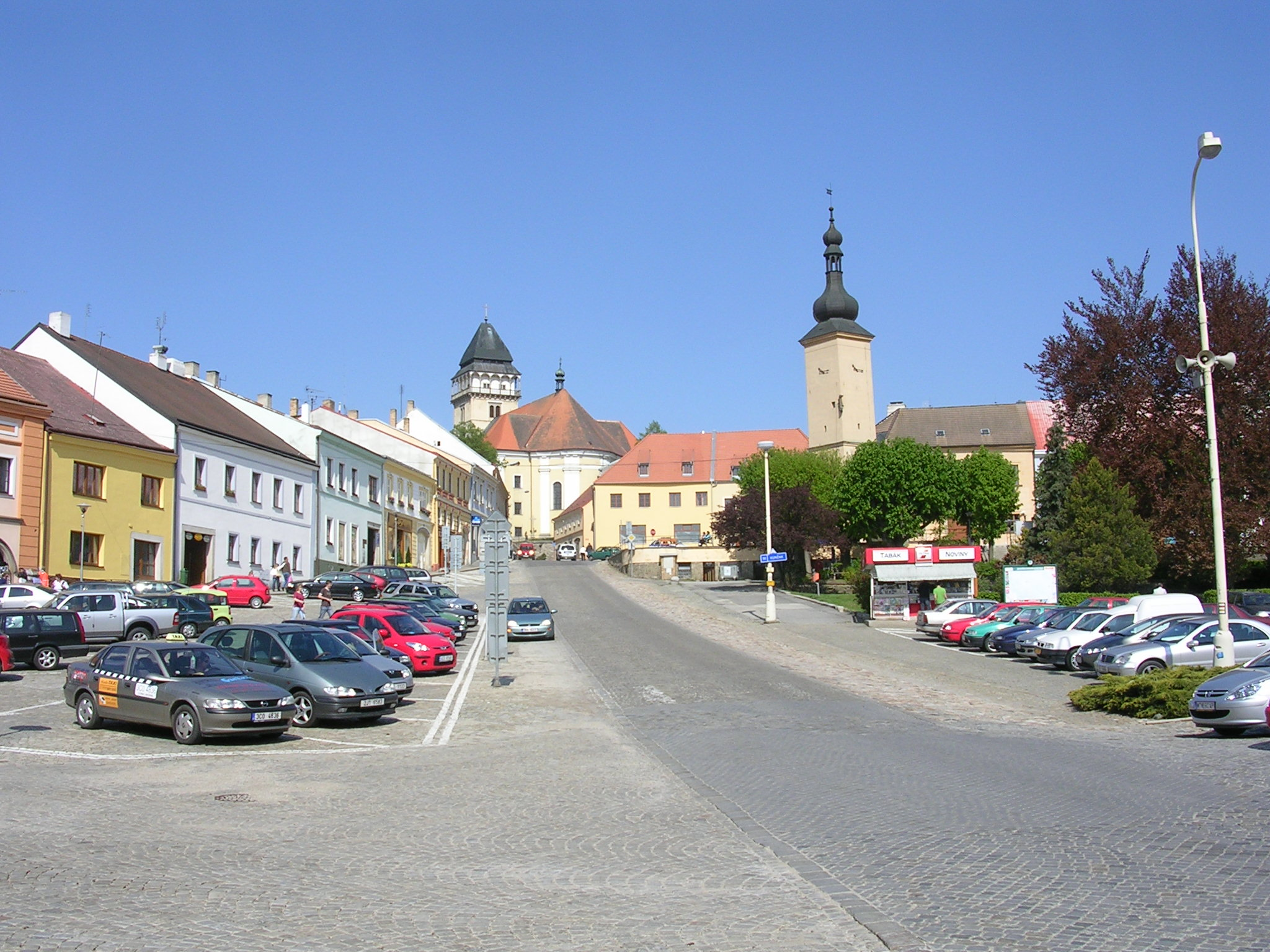
Вид города
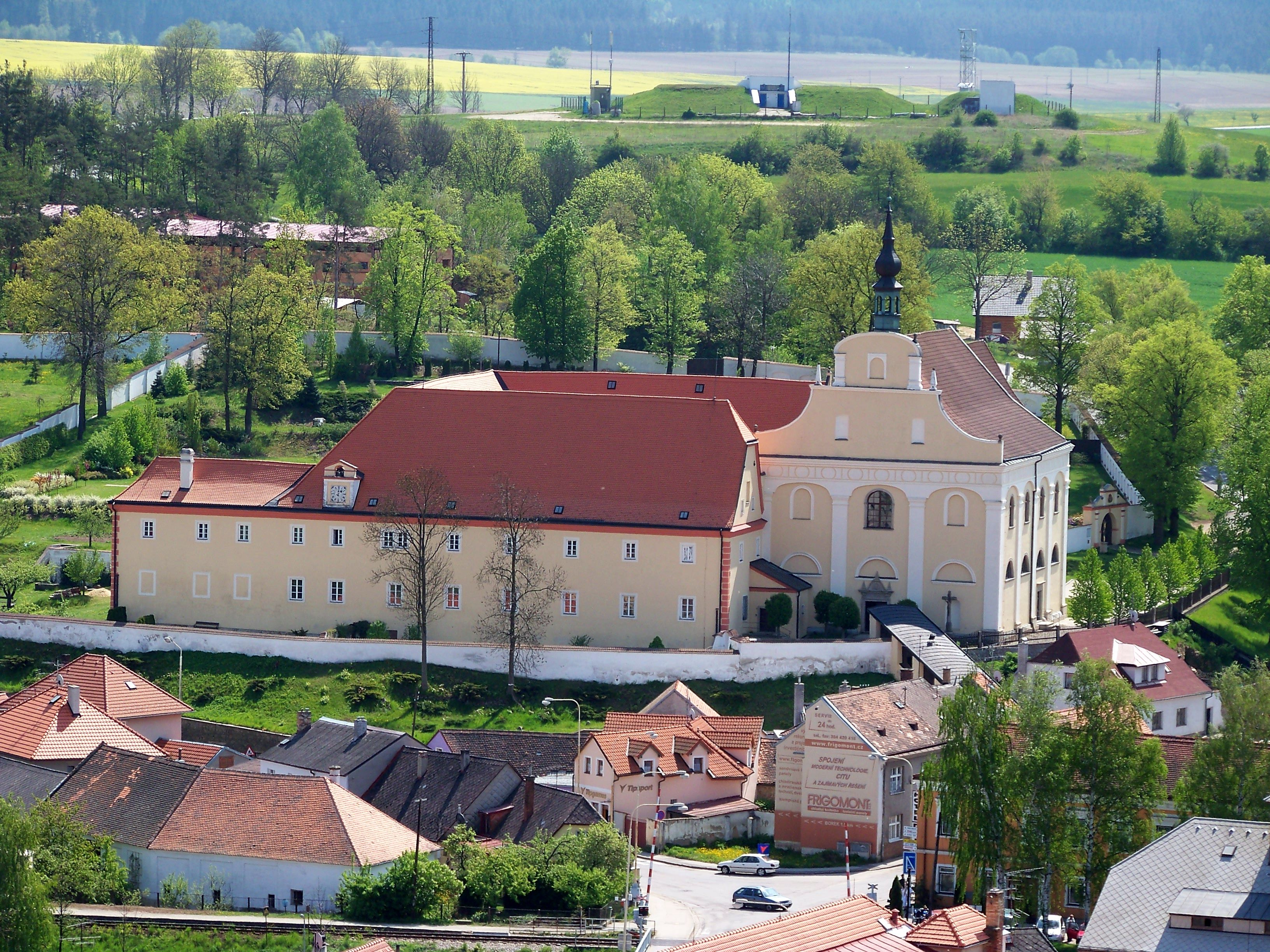
Монастырь кармелиток
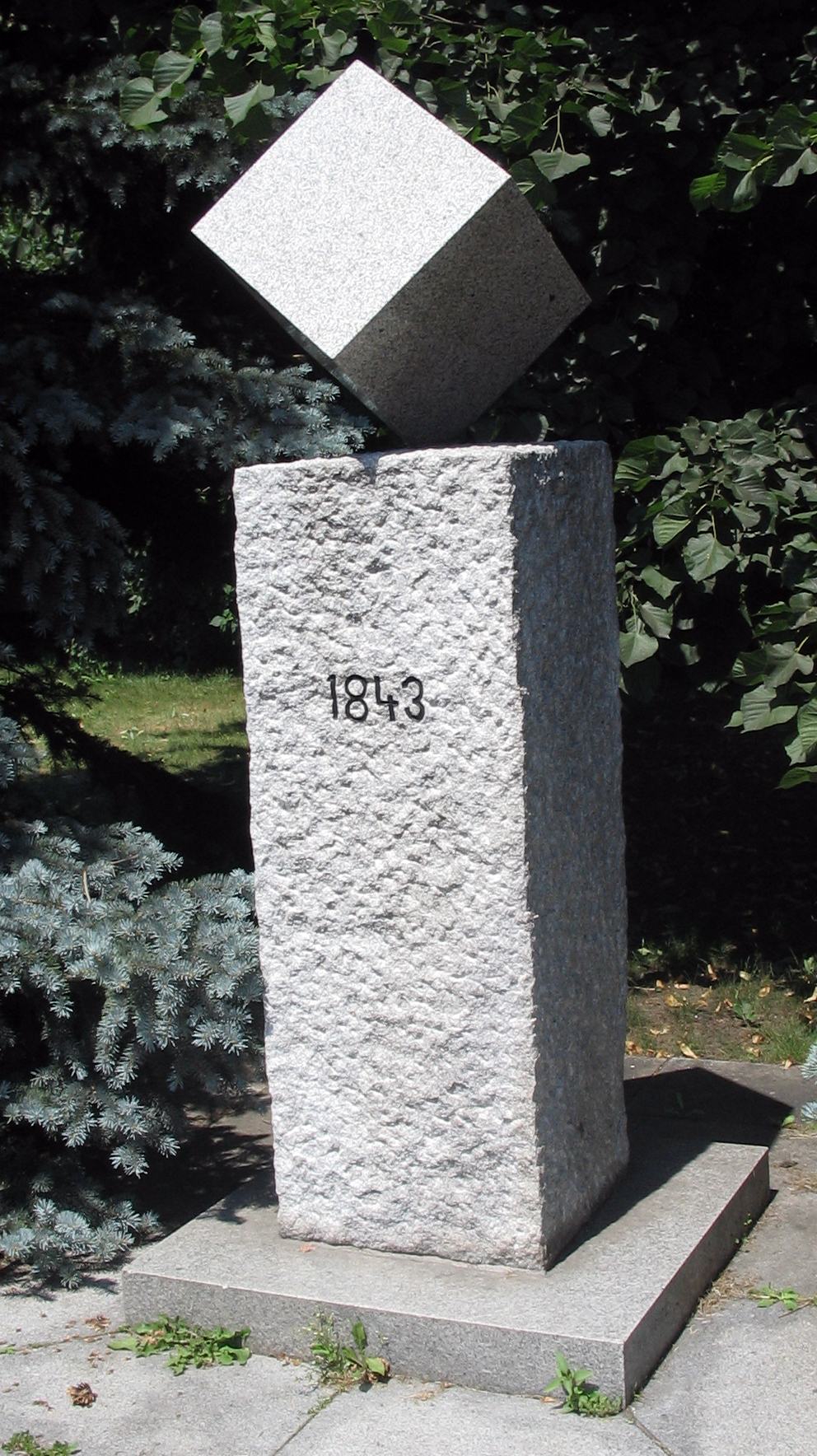
Памятник кусочку сахара-рафинада
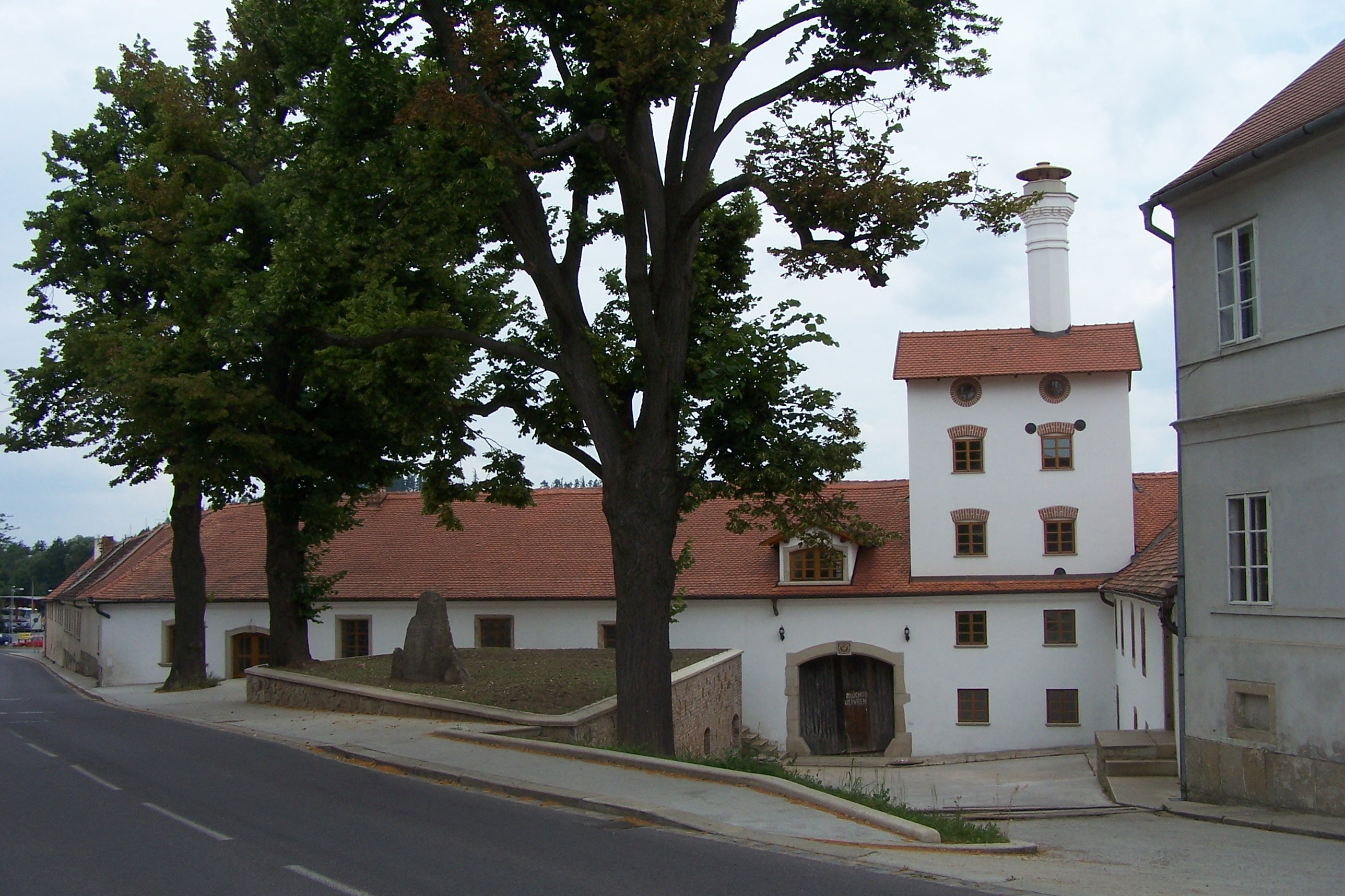
Городская пивоварня

## Города-побратимы
- Уртенен-Шёнбюль, Швейцария